# Park Hyo-peom
Park Hyo-peom (* 5. April 1986) ist ein koreanischer Biathlet.
Park hatte seine ersten internationalen Einsätze 2004 im Rahmen des Europacups in Gurnigel, wo er bei seinen ersten Rennen, Sprint und Verfolgung, 19. und 18. wurde und damit sogleich Punkte gewann. Dabei profitierte er von vergleichsweise wenigen Startern. Es blieben die besten Resultate in der Rennserie, in der er auch in der Folgesaison und 2012 mehrfach Rennen bestritt. Zwischen 2005 und 2012 nahm er nur an zwei internationalen Meisterschaften teil. Bei der Winter-Universiade 2007 in Cesana San Sicario kam Park auf den 40. Rang im Einzel, wurde 42. des Sprints und 38. der Verfolgung. Bei der Militär-Skiweltmeisterschaft 2010 in Brusson kamen die Ränge 61 im Sprint sowie 16 mit Han Kyung-Hee, Jun Je-Uk und Lee Su-Young im Militärpatrouillenlauf. Bei den Sommerbiathlon-Weltmeisterschaften 2014 wurde Park 44. des Sprints und 40. des Verfolgungsrennens.